# Kaplja vas, Prebold
Kaplja vas este o localitate din comuna Prebold, Slovenia, cu o populație de 314 locuitori.